# Винхаузен
Винхаузен (на немски: Wienhausen, Wienhusen) е община в Долна Саксония, Германия, с 4150 жители (31 декември 2014).
Винхаузен се намира южно от Целе на река Алер. За пръв път е споменат в документ от 1052 г. Тук се намира женският манастир Винхаузен от 13 век.